# حقوق بریتانیا
بریتانیا دارای سه نظام حقوقی کاملاً متفاوت است که هرکدام به دلایل تاریخی مختلف از یک منطقهٔ جغرافیایی به‌ویژه سرچشمه می‌گیرند: حقوق انگلستان، حقوق اسکاتلند، حقوق ایرلند شمالی، و از ۲۰۰۷ خواستار نوع چهارم، حقوق ولز در نتیجه قدرت‌سپاری ولز، با درخواست‌های بیشتر برای نظامی قضایی در ولز.
در اجرای تعهدات سابق خود در پیمان اتحادیه اروپا، دستورالعمل‌های اتحادیه اروپا به‌طور فعال تحت قدرت قانون‌گذاری مجلس بریتانیا به نظام‌های حقوقی بریتانیا منتقل شد. پس از خروج بریتانیا از اتحادیه اروپا، قوانین اتحادیه اروپا با عنوان «حقوق حفظ‌شدهٔ اتحادیهٔ اروپا» به قوانین داخلی منتقل شدند، اگرچه قوانین بریتانیا هنگام دوره انتقال از ۳۱ ژانویه تا ۳۱ دسامبر ۲۰۲۰، به‌طور موقت با مقررات اتحادیهٔ اروپا مطابقت داشتند.